# Chen Liting

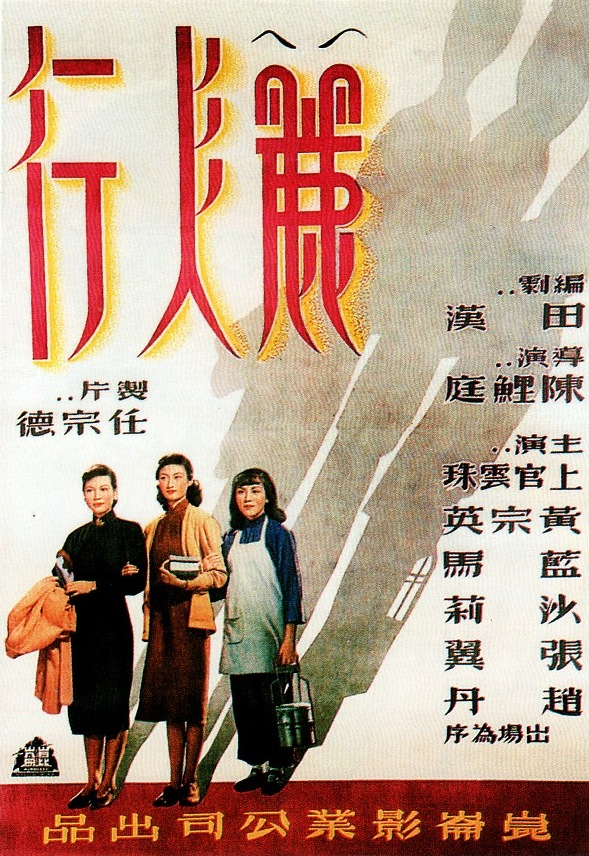
Cartell anunci de la pel·lícula Three Women

En una onomàstica xinesa Chen es el cognom i Liting el prenom
Chen Liting (xinès simplificat: 陈鲤庭) (Shanghai, 1910 - 2013) va ser un dramaturg, director de teatre i cinema, guionista i teòric del cinema xinès. Va ser un dels directors i guionistes de cinema més destacats de la Xina precomunista.

## Biografia
Chen Liting, també conegut com Chen Sibai, va néixer el 20 d'octubre de 1910 a Shanghai (Xina). La seva mare adoptiva va morir quan Chen tenia dotze anys i el van enviar a viure amb el seu oncle que el va internat en una escola al comtat de Jiangyin. El 1924, va ser admès a l'escola secundària de Shanghai Chengzhong i després va anar a estudiar a la Universitat Daxia (East China Normal University) de Shanghai. Després de graduar-se, va fer de profesor a l'escola primària de Nanhui Datuan Town.

#### Activitat teatral
Mentre estudiava va entrar al "Big Xia Drama Club" i va dirigir l'obra teatral "San Jiang Hao" basada en la traducció i adaptació de l'obra "The Rising of the Monn" de l'escriptora irlandesa Lady Gregory. El 1931 va escriure "Put Down Your Whip" inspirada en l'obra "Meining" de l'escriptor Tian Han, que posteriorment col·laboraria amb Chen com a guionista.
Durant la segona guerra sino-japonesa va entrar a l'exercit com a capità de l'Equip Dramàtic de Salvació Nacional de Shangai, i director de l'Associació de dramaturgs amateurs de Luchuan a Shangai.
A la tardor de 1941, Chen va posar en escena la comèdia satírica de Nikolai Gógol "El Inspector" a l'escenari del Teatre Central de Chongqing, per burlar-se de les autoritats corruptes. També va montar i dirigir l'obra de Guo Moruo, "Qu Yuan".

#### Activitat cinematogràfica
Va començar la seva activitat en el mon del cinema com a teòric quan el 1941, va escriure i va publicar el llibre de teoria cinematogràfica "Film Guidelines", publicat per China Film Publishing House, va ser el primer llibre a la Xina que va introduir sistemàticament l'estètica cinematogràfica i les tècniques d'interpretació. També va introduir teories i tècniques procedents del cinema soviètic com les de Vsevolod Pudovkin i va escriure articles a publicacions com "Morning News" i "Min Bao".
El 1947, va escriure, amb la col·laboració de Xia Yan, i dirigir la seva primera pel·lícula "Far Away Love", una versió lliure del mite de Pigmalió, protagonitzada per Zhao Dan i Qin Yin. El mateix any també va rodar "Rhapsody of Happiness" coprotagonitzada per Zhao Dan, Gu Weiwei i Huang Zongying.
Un dels temes bàsics de les seves primeres pel·lícules es la alliberació de les dones i se'l considera com un dels grans directors d'actrius del moment.
El 1949 va dirigir Three Girls, també coneguda com Women Side by Side, amb guió de Tian Han i protagonitzada per les actrius, Shanguan Yunzhu, Huang Zongying i Li Sha. La pel·lícula anima les dones de la ciutat a unir-se a la guerra de resistència contra els imperialistes. Ho fa mitjançant el drama a què són sotmeses les tres noies protagonistes –una treballadora d'una fàbrica (violada per uns soldats), la dona d'un directiu col·laboracionista i una professora d'escola i membre d'una organització clandestina– durant l'ocupació japonesa de Xangai el 1941. Hi ha una versió doblada al català (2017).
Després de la fundació de la República Popular de la Xina, a la dècada de 1950, va ser el director del Shanghai Tianma Film Studio, i va dirigir diverses pel·lícules com "Inescapable" o "Work is Beautiful". En l'àmbit polític va formar part de l'Assemblea Popular Nacional de la Xina, però durant al Revolució Cultural, Chen i Tian Han van ser empresonats, considerats com autors renegats. Després de la seva rehabilitació al final del període, va passar tres anys preparant la pel·lícula històrica Da Feng Ge, basada en fets en l'època de la de la Dinastia Han, però es va retirar després que aquesta pel·lícula també fos cancel·lada per motius polítics.
Va morir a Shangahi el 27 d'agost del 2013.

## Filmografia destacada
| Any  | Títol xinès | Títol anglès                     |  |
| ---- | ----------- | -------------------------------- |  |
| 1947 | 幸福狂想曲  | Rhapsody of Happiness            |  |
| 1948 | 遙遠的愛    | Far Away Love                    |  |
| 1949 | 丽人行      | Three Girls (Women Side by Side) |  |
| 1950 | 人民的巨掌’ | The Might of the People          |  |
| 1953 | 劳动花开’   | Flower of Labour                 |  |